# 海梅·巴以利
海梅·巴以利（Jaime Bayly，1965年2月19日—）祕魯作家、詩人、新聞記者、媒體工作者。

## 簡歷
他出生在秘魯首都利馬中上階級家庭，中學和大學都就讀私立貴族學校，他在位於利馬的貴族學校私立天主教大學讀法律系的18歲那年，就進入電視臺主持新聞節目與談話節目，廣受祕魯觀眾喜愛，收視率很高。
1990年祕魯總統大選時，25歲的他力挺自由運動組織（Frente Democratico，簡稱Fredemo）總統候選人，作家出身的馬里奧·巴爾加斯·略薩（Mario Vargas Llosa），沒有當選，選舉結束後同年，他移居美國邁阿密，定居下來，直到現在。
他在美國仍以西班牙語電視節目主持人身份活躍，有許多觀眾。
他於1994年發表第1部小說《請你不要告訴任何人》（No se lo digas a nadie ），不但是他的小說處女作，也是成名作，非常暢銷，就此奠定他在世界西班牙語文壇的地位。1998年由祕魯導演Francisco J. Lombardi在祕魯改編電影。
他2002年的小說作品La mujer de mi hermano也在2004年由Stan Jakubowicz製片、Ricardo de Montreuil導演電影版。
他以2005年的Y de repente, un ángel小說得到西班牙2005年的行星文學獎（Premio Planeta）。
《請你不要告訴任何人》和《昨天的事我已不記得了》（Fue ayer y no me acuerdo ）已由臺灣譯者林震宇翻譯成中文，於1999年在臺灣出版。
他已婚，有2個女兒。

## 主要作品年表
- 1994 No se lo digas a nadie （《請你不要告訴任何人》） cine: 1998
- 1996 Los últimos días de la prensa
- 1997 Fue ayer y no me acuerdo （《昨天的事我已不記得了》）
- 1997 La noche es virgen
- 1999 Yo amo a mi mami
- 2000 Los amigos que perdí
- 2001 Aquí no hay poesía
- 2002 La mujer de mi hermano cine: 2004
- 2004 El Huracán lleva tu nombre
- 2005 Y de repente, un ángel